# Chitty Chitty Bang Bang
Chitty Chitty Bang Bang er en britisk børnefilm- og eventyrfilm fra 1968 instrueret af Ken Hughes og produceret af Albert R. Broccoli. I filmen medvirker bl.a. Dick Van Dyke, Sally Ann Howes, Lionel Jeffries, Gert Fröbe, Benny Hill, Robert Helpmann og Heather Ripley. Filmen er baseret på Ian Flemings børnebog fra 1964 Chitty Chitty Bang Bang: The Magical Car. Filmens manuskript er skrevet af Hughes og Roald Dahl.
Filmens titelsang blev ved Oscaruddelingen i 1969 nomineret til en Oscar for bedste sang.
Filmen havde dansk biografpremiere den 8. december 1969 i World Cinema i Jernbanegade i København.